# Inigo Gallo
Inigo Gallo (* 2. November 1932 in Zürich; † 15. Dezember 2000 in Oberweningen) war ein Schweizer Volksschauspieler, Kabarettist und Regisseur.

## Werdegang
Er wirkte in zahlreichen Hörspielen mit, in Fernsehfilmen und einigen Spielfilmen, darunter Der Würger vom Tower, Demokrat Läppli und Klassezämekunft, war aber hauptsächlich auf der Bühne tätig, insbesondere im Volksschauspiel und in Komödien.
Inigo Gallo war langjähriger Lebenspartner von Margrit Rainer.

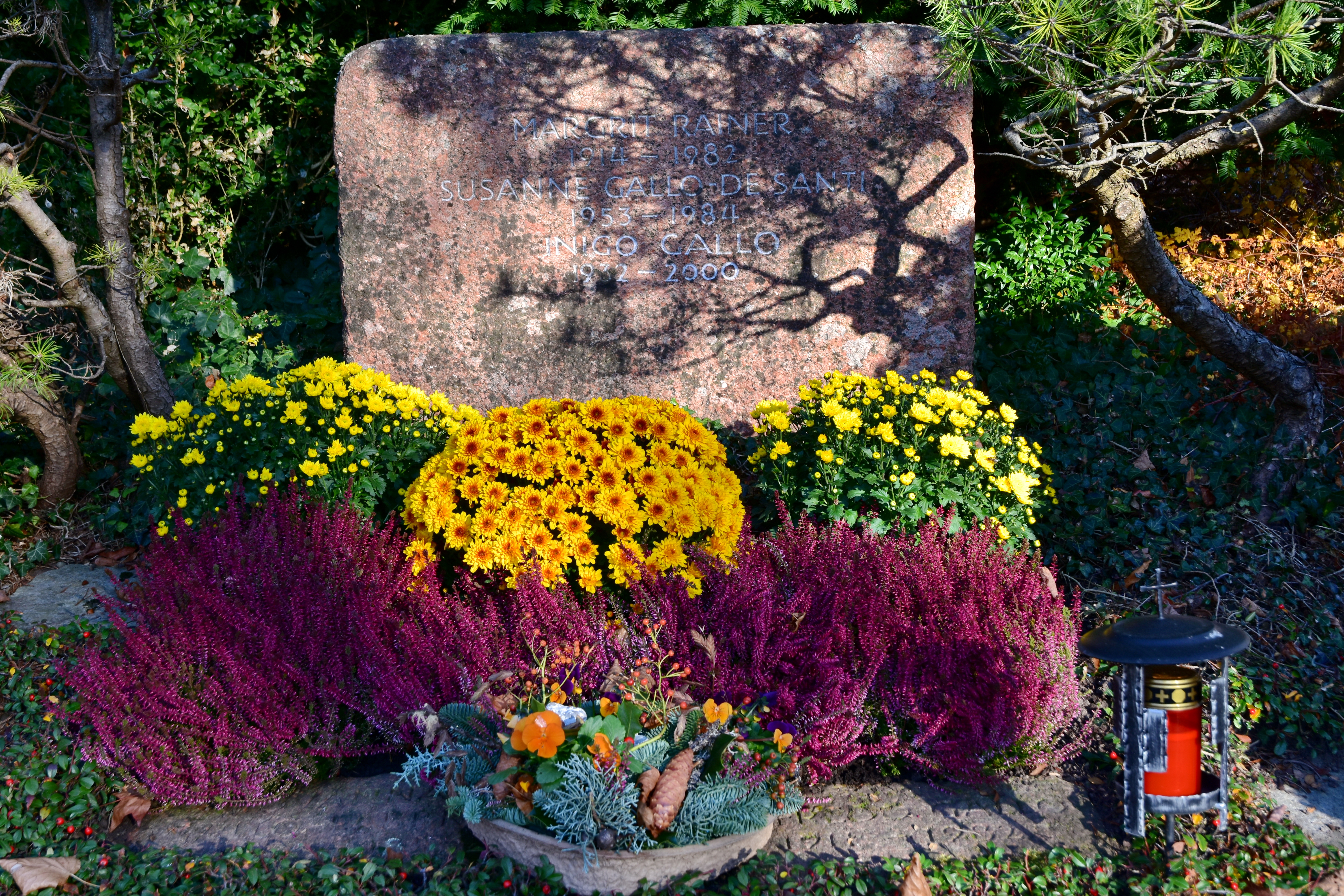
Grabstätte von Margrit Rainer, Inigo Gallo und Susanne Gallo-De Santi auf dem Friedhof Enzenbühl, Zürich

Er wurde auf dem Friedhof Enzenbühl in Zürich, neben Margrit Rainer und seiner zweiten Frau Susanne Gallo-De Santi beigesetzt (FG 81272).

## Filmografie

### Kinofilme
- 1960: Der Teufel hat gut lachen
- 1960: Wilhelm Tell
- 1961: Demokrat Läppli
- 1961: Wenn Männer Schlange stehen (Chikita)
- 1962: Der 42. Himmel
- 1962: Schneewittchen und die sieben Gaukler
- 1966: Der Würger vom Tower
- 1970: Pfarrer Iseli
- 1976: Per Saldo Mord
- 1980: Theo gegen den Rest der Welt
- 1980: Der Erfinder
- 1983: Teddy Bär
- 1988: Klassezämekunft
- 1998: Schneller Dezember

### Fernsehen
- 1971: Professor Sound und die Pille
- 1972: Nid jetz, Schatz!
- 1973–1975: Ein Fall für Männdli (Fernsehserie, 26 Folgen)
- 1976: Hurra, e Bueb!
- 1978: Tatort: Zürcher Früchte
- 1978: 's Riibise
- 1980: Auf Achse: Eine Frau in der Koje
- 1981: Potz Millione
- 1982: Das blaue Bidet
- 1982: Agent in eigener Sache
- 1982: Der Besuch der alten Dame
- 1985: A Song for Europe
- 1988: Der Fahnder: Der Clan
- 1990: Schwarz Rot Gold: Hammelsprung
- 1991: Mein Bruder, der Clown
- 1993: Ein Haus in der Toscana: Freddi und Frieda
- 1995: Fascht e Familie: Besuch im Hotel
- 1997: Der Alte: Meine Rache ist der Tod
- 2000: Boeing Boeing
- 2001: Studers erster Fall